# Oleg Pietrow
Oleg Wiktorowicz Pietrow (ros. Олег Викторович Петров; ur. 18 kwietnia 1971 w Moskwie) – rosyjski hokeista, reprezentant Rosji.

## Kariera
- CSKA Moskwa (1989-1992)
- Montreal Canadiens (1992-1996)
  -  Fredericton Canadiens (1992-1996)
- HC Ambrì-Piotta (1996-1999)
- Meran/Merano (1996)
- Montreal Canadiens (1999-2003)
  -  Québec Citadelles (1990-2003)
- Nashville Predators (2003)
- Servette Genewa (2003-2004)
- EV Zug (2004-2007)
- Ak Bars Kazań (2007-2009)
- Atłant Mytiszczi (2009-2011)
- Ak Bars Kazań (2011-2012)
- Spartak Moskwa (2012-2013)
- Łokomotiw Jarosław (2013)

W barwach ZSRR uczestniczył w turniejach mistrzostw Europy juniorów do lat 18 edycji 1998, mistrzostw świata juniorów do lat 20 edycji 1991. W barwach Rosji uczestniczył w turniejach mistrzostw świata w 1998, 1999, 2000 oraz Pucharu Świata 2004.
Występował w szwajcarskich rozgrywkach NLA (w drugie połowie lat 90. w zespole HC Ambrì-Piotta tworzył skuteczny duet napastników z Ihorem Czybirowem). W sierpniu 2012 podpisał kontrakt ze Spartakiem Moskwa. Zapowiedział, że sezon KHL (2012/2013) będzie jego ostatnim w karierze. Pod koniec stycznia 2013 został zawodnikiem Łokomotiwu Jarosław (za niego z Jarosławia do Moskwy trafił Daniił Jerdakow). W sezonie 2012/2013 był najstarszym zawodnikiem w całej lidze. W grudniu 2013 ogłosił zakończenie kariery.

## Sukcesy
Klubowe
- Puchar Spenglera: 1991 z CSKA Moskwa
- Puchar Stanleya: 1993: z Montréal Canadiens
- Puchar Kontynentalny: 1999 z Ambrì-Piotta, 2008 z Ak Barsem Kazań
- Złoty medal mistrzostw Rosji: 2009 z Ak Barsem Kazań

Indywidualne
- Liga radziecka 1991/1992:
  - Nagroda Najlepsza Trójka dla tercetu najskuteczniejszych strzelców ligi (oraz Igor Czibiriew i Siergiej Wostrikow) – łącznie 53 gole
- NHL (1993/1994):
  - NHL All-Rookie Team
- National League A (1997/1998):
  - Pierwsze miejsce w klasyfikacji asyst: 63 asysty
  - Pierwsze miejsce w klasyfikacji kanadyjskiej: 93 punkty
- National League A (1998/1999):
  - Pierwsze miejsce w klasyfikacji asyst: 52 asysty
  - Pierwsze miejsce w klasyfikacji kanadyjskiej: 87 punktów
  - Pierwsze miejsce w klasyfikacji kanadyjskiej w fazie play-off
- Puchar Spenglera 2004:
  - Skład gwiazd turnieju
- National League A (2004/2005):
  - Pierwsze miejsce w klasyfikacji strzelców: 30 goli
- KHL (2008/2009):
  - Nagroda za Wierność Hokejowi